# 오리건 대학교 시스템
오리건 대학교 시스템(Oregon University System, OUS)은 오리건주의 7개의 공립 4년제 대학교로 구성된다. 대학 시스템의 총장은 오리건주 교육위원회(en:Oregon State Board of Higher Education)에서 임명된다. 현재의 총장은 조지 펀스타이너이며 캘리포니아 대학교 산타바바라의 부총장, 포틀란드 주립 대학교의 재정 운영 부사장 그리고 OUS의 부총장을 역임하였다. 2004년 6월 이 자리에 임명되었다.

## 구성 대학
| 이름                 | 위치          | 설립 | 학생   |
| -------------------- | ------------- | ---- | ------ |
| 동 오리건 대학교     | 라 그란데     | 1929 | 3,666  |
| 오리건 공과대학교    | 클라마쓰 폴스 | 1947 | 3,525  |
| 오리건 주립 대학교   | 코르발리스    | 1868 | 20,830 |
| 포틀랜드 주립 대학교 | 포틀랜드      | 1946 | 26,587 |
| 남 오리건 대학교     | 애쉴랜드      | 1926 | 5,082  |
| 오리건 대학교        | 유진          | 1876 | 21,507 |
| 서 오리건 대학교     | 몬마우쓰      | 1856 | 5,349  |

OUS는 하나의 제휴 기관이 있다.
- 오리건 건강과 과학 대학교